# The Invisible Avenger
Pour plus de détails, voir Fiche technique et Distribution.
The Invisible Avenger (透明人間, Tomei ningen, litt. « L'Homme invisible ») est un film japonais réalisé par Motoyoshi Oda, sorti en 1954, et dont les effets spéciaux et la photographie sont assurés par Eiji Tsuburaya. Il est vaguement basé sur le roman L'Homme invisible de H. G. Wells et a eu une influence primordiale sur la « trilogie des mutants » de la Tōhō (L'Homme H (1958), The Secret of the Telegian (1960) et The Human Vapor (1960)).
Produit et distribué par la Tōhō, il raconte l'histoire d'un homme devenu invisible pendant la guerre à la suite de l'ingérence d'une particule découverte par un scientifique. Le phénomène étant devenu irréversible, il travaille comme clown dans un cabaret et reste maquillé en permanence afin de mener une vie presque normale. Il utilisera alors ses pouvoirs afin de protéger sa voisine aveugle qu'il a pris d'affection contre un gang de criminels.
Pour les effets spéciaux, qualifiés d'« intelligents et utilisés avec parcimonie », Eiji Tsuburaya a fait en sorte que l'acteur enlevant son maquillage de clown et révélant ainsi son invisibilité, se couvre en fait progressivement le visage avec de la graisse noire. Combiné séparément avec un arrière-plan photographié, les nuances sombres deviennent transparentes et l'acteur semble s'effacer. Pour les scènes où l'homme invisible lance des objets ou les déplace, une fine corde à piano est utilisée pour manipuler les objets en question.

## Synosis
À Ginza, une voiture heurte un objet invisible. Le sang se répand à partir d'une source invisible, qui devient finalement visible lorsque l'homme qui saigne meurt. Il porte sur lui une lettre d'adieu dédiée à son seul ami, un autre homme invisible. Face à cette histoire surprenante, un ancien commandant de l'armée révèle que pendant la guerre, le docteur Nishizaki avait découvert par hasard une particule qui, correctement utilisée, rendait tout objet invisible. Vers la fin du conflit, un corps d'attaque spécial composé d'hommes invisibles avait été créé mais s'était écrasé sur l'île de Saipan, et fut présumé anéanti. Cependant, il y eut deux survivants sur qui les effets de la particule d'invisibilité ne pouvaient plus être annulés.
Bientôt, un gang se faisant appeler les « Hommes invisibles » perpétuent des vols dans tout Tokyo, s'enveloppant dans des écharpes et des trench-coats afin d'être visibles pour leurs victimes (ils prétendent être invisibles en dessous). Pendant ce temps, Nanjo, un vétéran de la guerre qui gagne sa vie comme clown au cabaret Kurofune et comme porteur de pancartes publicitaires, se lie d'amitié avec une jeune fille aveugle, Mariko, qui vit dans le même immeuble. Komatsu (Yoshio Tsuchiya), un journaliste ayant été témoin de la mort de l'homme invisible, enquête sur le phénomène et repère Nanjo qui tient tête au gang invisible après qu'il a tué le grand-père de Mariko.
Peu après, Komatsu, qui suit Nanjo, se retrouve seul dans une pièce avec lui et découvre qu'il est, en fait, l'autre homme invisible. Son maquillage de clown lui servant à être visible et à mener une vie relativement normale. Nanjo et Komatsu décident de collaborer dans l'enquête contre le gang, tout en essayant de sauver Michiyo, un chanteur coincé au sein du gang et ne pouvant s'échapper. Ils découvrent que le gang est dirigé par les mêmes personnes qui possèdent le cabaret Kurofune. Nanjo finit par utiliser son invisibilité pour sauver Michiyo et tuer Yajima, le chef du gang. Cependant, il est lui-même mortellement blessé dans le combat et redevient visible.

## Fiche technique
- Titre : The Invisible Avenger
- Titre original : 透明人間 (Tomei ningen?)
- Réalisation : Motoyoshi Oda
- Scénario : Shigeaki Hidaka
- Musique : Kyosuke Kami
- Montage : Shuichi Orihara
- Photographie : Eiji Tsuburaya
- Production : Takeo Kita
- Société de production et de distribution : Tōhō
- Pays de production :  Japon
- Langue originale : japonais
- Format : noir et blanc, format académique[2]
- Genre : fantastique
- Durée : 70 minutes
- Dates de sortie :
  - Japon : 29 décembre 1954

## Distribution
- Seizaburo Kawazu : Takemitsu Nanjo, un clown/l'homme invisible
- Miki Sanjo : Michiyo, un chanteur
- Minoru Takada : Yajima, le chef du gang invisible
- Yoshio Tsuchiya : Komatsu, un journaliste
- Keiko Kondo : Mariko, la fille aveugle
- Kenjiro Uemura : Ken
- Kamatari Fujiwara : le grand-père de Mariko
- Sonosuke Sawamura : Nomura
- Seijiro Onda : le chef de la police
- Shoichi Hirose (en) : un policier
- Takuzo Kumagai : Otsuka
- Shin Otomo : un inspecteur
- Noriko Shigeyama : une danseuse du cabaret
- Haruo Suzuki : un homme au cabaret
- Akira Sera : l'homme au stand de rue
- Yutaka Oka : l'annonceur
- Yasuhisa Tsutsumi : le gérant de la bijouterie
- Jiro Kumagai : Otsuka
- Minoru Ito : l'homme dans la voiture (pendant l'accident)
- Keiko Mori : la femme dans la voiture (pendant l'accident)
- Haruo Nakajima : Akita, l'homme invisible[3]

## Sortie
Tomei Ningen sort en salles au Japon le 29 décembre 1954. Une sortie aux États-Unis est indéterminée et aucune preuve n'existe qu'il ait jamais été doublé en anglais.
La Daiei Film a produit deux films similaires mettant en vedette l'invisibilité : The Invisible Man Appears (en) (1949) et The Invisible Man vs. The Human Fly (en) (1957).